# تشارلز كايزر
تشارلز كايزر (بالإنجليزية: Charles Kaiser)‏ هو صحفي أمريكي، ولد في 1950.

## وصلات خارجية
- الموقع الرسمي